# Divadelné ocenenia sezóny – DOSKY
Divadelné ocenenia sezóny – DOSKY – coroczna nagroda teatralna, przyznawana od 1996 roku przez gremium Asociácia súčasného divadla. Podstawą do przyznania nagrody są ankiety wypełniane przez krytyków teatralnych, teatrologów, dziennikarzy i publicystów zajmujących się teatrem.
Pierwsze dziewiętnaście edycji odbyło się w Nitrze. Od 2015 ceremonia wręczenia nagród odbywa się w Bratysławie.